# Hầu Sử Quang
Hầu Sử Quang (tiếng Trung: 侯史光; bính âm: Houshi Guang), tự Thúc Minh (孝明), là quan viên Tào Ngụy và Tây Tấn thời Tam Quốc trong lịch sử Trung Quốc.

## Thời Ngụy
Hầu Sử Quang quê ở huyện Dịch, quận Đông Lai, Thanh Châu, xuất thân nghèo khó, nhưng thông minh từ bé, theo học người trong huyện là Lưu Hạ. Về sau, Quang được cử hiếu liêm, được quan viên Thanh Châu tịch, cho giữ chức Biệt giá.
Năm 264, Hầu Sử Quang giữ chức Điển nông Trung lang tướng ở Lạc Dương. Khi ấy, Tư Mã Chiêu chuẩn bị cướp ngôi, dùng quan tước để lung lạc lòng người. Quang nhờ thế thụ phong tước Quan trung hầu (關中侯).

## Thời Tấn
Năm 265, nhà Tấn thành lập, Tư Mã Viêm lên ngôi (tức Tấn Vũ đế), cất nhắc Hầu Sử Quang giữ chức Tán kỵ Thường thị, trở thành cận thần bên cạnh hoàng đế. Không lâu sau, Quang được kiêm Thị trung.
Tháng Giêng (ÂL) năm 266, Hầu Sử Quang cùng Hoàng Phủ Đào, Tuân Cảo được cầm tiết đi các nơi điều tra phong tục. Khi hồi kinh, Quang báo cáo hợp ý Vũ đế, được phong chức Thành môn Hiệu úy, tiến tước Lâm Hải hầu. Sau đó Tấn Vũ đế hạ chiếu khen: [Quang] trung thành mộc mạc, có lòng chính nghĩa, từng trải qua nhiều chức quan, cung kính cần lao, nghiêm khắc với bản thân, hết lòng vì việc công. Nay thăng chức Ngự sử Trung thừa, tuy địa vị dưới các Khanh, Hiệu úy, nhưng cũng là để cho hắn bày ra tài cán.
Năm 267, Ngự sử trung thừa Hầu Sử Quang thấy thái bảo Vương Tường có bệnh mà lâu không vào triều, dâng tấu xin bãi miễn. Tư Lệ Hiệu úy Lý Hí xin bãi miễn Thái phó Trịnh Xung, Thái bảo Hà Tăng, Thái úy Tuân Nghĩ vì ba người này nhiều lần xin nghỉ bệnh, Quang cũng nghe theo mà góp lời. Vũ đế gác lại tấu chương của Quang, hạ chiếu cho phép Vương Tường được phép nghỉ bệnh, cũng không đồng ý bãi miễn ba người còn lại.
Tháng 7 (ÂL) năm 268, Hầu Sử Quang lại làm sứ giả, đi điều tra trong nước. Đến cuối đời, nhận chức Thiếu phủ. Quang học tập Nho học của người thời xưa, dù giữ chức quan nào cũng có thành tích tốt. Tấu, sớ do Quang viết có trình tự mạch lạc, được lòng Tấn Vũ đế.
Quang mất trong những năm niên hiệu Thái Thủy (265 – 274) khi đang đương chức. Vũ đế hạ chiếu ban một bộ triều phục, một bộ quần áo, 30 vạn tiền, trăm tấm lụa để phúng điếu. Khi hạ táng, lại hạ chiếu rằng: Hầu Sử Quang có chí hướng mà tuân thủ hứa hẹn, có thanh liêm mà trung thành giữ tiết tháo. Trong nhà [Quang] cực kỳ bần cùng, giản tiện, [nay] ban cho [gia đình] 50 vạn tiền.

## Bên lề
Năm 290, Ngô Ngạn giữ chức đô đốc, Thứ sử Giao Châu. Đồng hương Lục Cơ khi đó mới đến Lạc Dương, kết thù với Lư Chí, nên không được nhận quan chức, thấy Ngạn giữ chức quan lớn, đố kỵ nhạo báng Ngạn là kẻ xuất thân nghèo hèn, không xứng có được địa vị cao. Hiếu liêm Doãn Ngu khuyên Cơ: Từ xưa, xuất thân nghèo khó cũng có thể vươn lên, thậm chí có cả đế, vương, huống chi công, khanh. Như Hà Nguyên Cán, Hầu [Sử] Hiếu Minh, Đường Nho Tông, Trương Nghĩa Doãn,... đều xuất thân bần hàn, nhưng có thể trong phụng sự [quân vương], ngoài trấn thủ [đất hiểm], không ai chế nhạo bọn họ cả.

## Đánh giá
Tấn thư chép rằng: Hầu Sử, Vũ Cai có tài phụ tá. (輔佐之才; phụ tá chi tài)

## Gia đình
Con:
- Hầu Sử Huyền (侯史玄), con trai trưởng, sau khi Quang chết tập hầu tước, quan đến Thái thú quận Huyền Thố.[3]

Cháu:
- Hầu Sử Thi (侯史施), con của Huyền, sau khi Huyền chết tập hầu tước, quan đến Thái thú quận Đông Hoàn.[3]

## Trong văn hóa
Hầu Sử Quang không xuất hiện trong tiểu thuyết Tam quốc diễn nghĩa của La Quán Trung.